# Сапожникова, Галина Михайловна
Галина Михайловна Сапожникова (род. 18 июля 1964 года, Ижевск) — российская журналистка, обозреватель газеты «Комсомольская правда», исторический расследователь, писатель, один из руководителей двух международных дискуссионных клубов. Заслуженный журналист Российской Федерации (2020).

## Биография
Галина Сапожникова родилась в Ижевске 18 июля 1964 года. По окончании средней школы поступила и в 1988 г. окончила факультет журналистики Ленинградского государственного университета, после чего получила распределение в республиканскую молодёжную газету «Молодёжь Эстонии».
В 1989 году, проявив себя репортажами о ходе перестройки в Прибалтике, была принята в штат «Комсомольской правды» собственным корреспондентом по Эстонии, Финляндии и Швеции.
Впоследствии постоянно работала в Издательском доме «Комсомольской правды», побывав в командировках почти в 50 странах. Прославилась журналистскими расследованиями событий в Вильнюсе января 1991 года и гибели парома «Эстония».
С 1999 года Галина Сапожникова работает в штате «Комсомольской правды» в Москве. В 2011 году она опубликовала статью «О бультерьерстве в журналистике», освещающую конфликт между журналистами «Комсомольской правды» и программой «Пусть говорят» вокруг публикации личных записок погибшего незадолго до этого Михаила Козакова.
Изучала проблемы ксенофобии в России, помогала «найтись» людям, потерявшим память. Автор цикла публикаций «Русские за границей».
Книга Сапожниковой «Кто кого предал? Как убивали СССР и что стало с теми, кто пытался его спасти?» впервые издана на итальянском языке и была представлена в Риме в Библиотеке Палаты депутатов Италии в июне 2016 года. На итальянском языке 400-страничное документальное исследование выпустило издательство Sandro Teti Editore, а инициатором издания был журналист и режиссёр Джульетто Кьеза, который также подвергся преследованию в Эстонии за свою позицию: в декабре 2014 года его арестовали без объяснения причин, не дав выступить на конференции «Россия — враг Европы?».
8 марта 2017 года книга Сапожниковой была запрещена в Литве, а весь её тираж конфискован полицией в издательстве «Политика». Против издателя книги Повиласа Масилёниса было возбуждено уголовное дело по части 1 ст. 170-2 Уголовного кодекса Литовской Республики («публичное одобрение международных преступлений, преступлений СССР и нацистской Германии в отношении Литовской Республики или ее жителей, их отрицание или грубое преуменьшение»). Самой Сапожниковой въезд в Литву был запрещён с 2015 по 2020 год. Она считает это политическим преследованием, так как, по её мнению, Литва «не заинтересована в разоблачении мифа о нападении властей Советского Союза на сторонников независимости», а в январе 1991 года в Вильнюсе имела место вооружённая провокация: «Литва первой из советских республик стала полигоном для обкатки технологии „цветной революции“, с помощью которой был развален СССР».
Сапожникова является одним из учредителей Международного медиаклуба «Импрессум» в Таллине. По данным полиции безопасности Эстонии, клуб занимался антиэстонской пропагандой, приглашал собеседников, которые «поддерживают политику Кремля и ностальгические настроения по развалившемуся Советскому Союзу». Сапожникова также является руководителем международного клуба журналистов «Формат А-3», который, согласно отчету департамента госбезопасности Литвы за 2014 год, распространяет в странах Балтии «политические и идеологические установки России».
Согласно расследованию центра «Досье» Михаила Ходорковского, в 2019 году Сапожникова занималась составлением списков потенциально лояльных Кремлю журналистов из стран Балтии.

## Взгляды
Сапожникова обвиняет Эстонию (и страны Балтии в целом) в «расшатывании» ситуации в России. Выражается это в том, что эстонцы якобы навязывают малым народам России, прежде всего удмуртам, «идеи об их трагическом положении и дискриминации». В интервью заявляла о своей космополитичности.

## Награды
- Премия Союза журналистов России[15] (2004)[источник не указан 856 дней].
- Премия Артёма Боровика за лучшие журналистские расследования[15] (2005, 2007)[источник не указан 856 дней].
- Дипломант премии Сахарова «За журналистику как поступок» (2006)[3][15].
- Лауреат конкурса Роспечати на лучшую книгу журналиста за книгу «Арнольд Мери: последний эстонский герой» (2009)[источник не указан 856 дней].
- «Почетный знак» Союза журналистов России «За заслуги перед профессиональным сообществом» (2014)[15].
- Медаль ордена «За заслуги перед Отечеством 2-й степени» за заслуги в развитии отечественной культуры и искусства, телерадиовещания, печати, связи, а также активную общественную деятельность (2014)[15].
- Премия Юлиана Семенова в области экстремальной геополитической журналистики (2015)[источник не указан 856 дней].
- Литературно-медийная премия имени Олеся Бузины (2016)[источник не указан 856 дней].
- «Золотое перо России» (2017) — высшая награда профессионального сообщества[источник не указан 856 дней].
- Заслуженный журналист Российской Федерации (21 августа 2020 года) — за заслуги в развитии отечественной журналистики, высокий профессионализм и многолетнюю плодотворную работу[15][16].

## Книги
- В каких кустах искать рояль? Путеводитель по практической журналистике. ИД "ПриПресс Интернэшнл" ISBN 978-5-6049995-1-6[17]
- Арнольд Мери: последний эстонский герой. Москва: Impressum, SKP-Media, 2009. ISBN 978-9949-18-456-9
- Кто кого предал. Как убивали Советский Союз и что стало с теми, кто пытался его спасти. О событиях в Вильнюсе в январе 1991 года. Москва: Комсомольская правда, 2016. — 352 с. ISBN 978-5-4470-0186-5 Переиздана на итальянском языке в Риме в 2016 году, в 2018 году на английском в США под названием «Литовский заговор и советский коллапс»[18][неавторитетный источник].

## Личная жизнь
В 2015 году проживала в Таллине (Эстония).